# تيسير الحمصي
تيسير الحمصي (1930-26 أكتوبر 2023)، الأمين العام السابق لحزب البعث العربي الاشتراكي الاردني تولى أمانة الحزب لعقدين منذ عام 1989. انتسب للبعث عندما كان طالبا يدرس الصيدلة في دمشق، وكان من زملائه السوريين آنذاك نور الدين الأتاسي ويوسف زعيل وإبراهيم ماخوس، ومن الأردن إبراهيم الحباشنة، وأحمد عناد خريس وعودة الله الشناق والمحامي نجيب فاخوري.

## نشأته وتعليمه
ولد تيسير الحمصي في الطفيلة عام 1930 كان والده يومها موظف مالية، وكان جده سليمان الحمصي قد جاء مع أشقائه بعد معركة ميسلون. بعد الطفيلة نُقل والده سلامة للعمل إلى عمّان ثم في مالية للكرك، آنذاك كان عطا الله المجالي جابياً في المالية، ولما تخرج ابنه عبد السلام من الثانوية عين في مالية الكرك «والدي أشار على عطا الله بإرسال عبد السلام للدراسة في دمشق.. وذلك ما تمّ».
تخرج من مدرسة الكرك في الثانوية المتوسطة العام 1947، مدير المدرسة يومها خليل الساكت، ومن أساتذة الكرك متري حمارنه أبو نشأت، ومتري المسنات الذي زامله فيما بعد في دراسة الصيدلة في الجامعة السورية. وبعد مدرسة الكرك انتقل لعمان وفيها أتمّ الرابع الثانوي، وزامله في ثانوية عمان زيد حمزة وجميل البدور وحمود الحوامدة ووليد سعيد الدرة.
بعد الثانوية، سافر لدراسة الصيدلة في الجامعة السورية وتخرج منها العام 1953. ومما نُقل عنه: «سكّنا في دمشق عدة أحياء لما تكون الفلوس قليلة، نسكن أنا واحمد مساعدة ومحمد البشير وممدوح القطب و’حمد خريس وعودة الله الشناق باب توما، وكانت الأجرة خمسين ليرة سورية مع فطور، ولما يكون هناك فلوس نسكن ساحة النجمة، وكان جارنا المفكر قسطنطين زريق، رئيس الجامعة السورية (بين عامي 1949-1952) وكانت زوجة زريق تشفق على حالنا وترسل لنا الطعام باعتبار أنا أردنيون غلابى».

## حياته
منحه المؤتمر العام لحزب البعث العربي الاشتراكي الأردني لقب «عميد البعثيين الاشتراكيين العرب في الأردن» بعد واحد وستين عاما من العمل في الحزب منذ انتسابه إليه العام 1949. استقطبه للحزب د.أحمد عناد خريس، ثم أقسم اليمين أمام «الأستاذ ميشيل عفلق والأستاذ صلاح الدين البيطار في حي السبكي القريب على حي الشعلان في دمشق».
لمّا قرأ مبادئ البعث لقيت هوىً في قلبه؛ كان تشرب الروح القومية في مدرسة الكرك «أذكر أننا قمنا في الكرك بمظاهرة لنصرة الجزائر ونحن بعد في سن الطفولة».
عاش الحمصي الانقلاب الأول في سورية، الذي قاده حسني الزعيم في العام 1949 «بعد مدة صار مطلوبا منا بتوجيه من قيادة الحزب الاشتراكي بالمظاهرات ضد الزعيم خاصة بعد اعتقاله لميشيل عفلق..».
نشاط الطلبة البعثيين ضد تفرد الزعيم بالسلطة «كنا مطالبين بالليل بأن نكتب لأساتذة الجامعة ضد الزعيم، وأذكر أنه اشترك معي في ذلك نجيب العقلة ومأمون أبو غنيمة».
إعلان المظاهرات كان يخضع لترتيب «نور الدين الأتاسي كان يعلن بدء المظاهرة ويهتف يا ظلام السجن خيم..»، والطلبة الأردنيون كانوا فاعلين «كنا نعمل مقاليع وكان إبراهيم الحباشنة شاطر بها».
اعتقل الطلبة الأردنيون أوائل الخمسينيات «طلبنا من الزعيم الإفراج عنهم ولما وصل الطلب حوّله لرئيس الحكومة الرافعي... ثم قابلنا مدير المخابرات السورية وطالبنا بالإفراج عن الجميع لكنه اشترط إبعاد الطالب سليمان قبعين، ولكن الحمصي والنعسان أصرا على الإفراج عن الجميع وكان لهما ذلك».
يوم تخرج الحمصي من الجامعة كان قسطنطين زريق أعد لحفل التخرج الذي سيحضره الزعيم، وقال للطلبة "لما تمرّوا من امام الاساتذة انحنوا، ولكن امام الزعيم لا تنحنوا.." بدأت العملية عندما خرج فوج الحقوق صار الطلبة يخرجون بلا انحناء، وخرج طالب من دار السباعي وقال: في هذا الوقت الذي استلم به شهادة الحقوق يسقط الزعيم.. وبدا العنف وتدخل الجيش وبعدها قدم قسطنطين زريق استقالته...".
محمد البشير أقنعه بالمجيء للسلط، فافتتح صيدلية «السلط الجديدة» أوائل الخمسينيات، وغدت مقراً حزبيا يرتاده عبد الحليم النمر وحافظ العزب ومحمد الخشمان وعبد الله الداوود وأبو شاهر الحمود وصالح مسمار وأبو عبد الله الحياري وغيرهم.
في أواسط الخمسينيات كان الحزب في أوجه، إذ شارك في حكومة سليمان النابلسي، وكان له دور في الحركة الوطنية «دخل في انتخابات صار فيها تزوير، وجرت معركة اشترك فيها الإخوان مع الدولة ضد اليسار».
المشهد الداخلي كان مرشحا للتوتر، الحزب كان ضد إقحام افراد من الجيش العربي في التنظيم الحزبي، لكن مجموعة من الضباط كان لديهم فكر حزبي بعثي، فعملوا على إشاعته داخل صفوف الجيش و«منهم محمود المعايطة وشاهر أبو شاحوت وضافي الجمعاني، ثم جرى الصدام في حادثة الضباط الأحرار».
لم يكن الحزب يستهدف النظام الأردني بأي وقت، لكن الرفاق صدموا مع حركة انقسام البعث في سورية على يد صلاح جديد العام 1963 و«بقيت أغلبية البعثيين الأردنيين متمسكة بالشرعية ولا زال الانتماء لفكرة البعث العربي الواحد موجودا، وليس في الحزب ولاء لأفراد بل لمبادئ الحزب».
على الرغم من الأزمنة العرفية، فإنّ حزب البعث ظل حاضرا، وطال الحمصي الاعتقال غير مرة وأول عتبات الاعتقال كانت بالسلط، بعد مظاهرات الخمسينيات، ثم بعد تنامي المدّ الناصري تولى مدير المخابرات محمد الكيلاني «أبو رسول» اعتقال البعثيين، فأرسل قسما منهم لسجن الجفر وقسما آخر لسجن المحطة، حيث كان نصيب الحمصي «في سجن المحطة، كان معنا ياسين البريشي ومسلم العايد، والمحامي فؤاد خوري، والأخير لم يكن بعثيا».
الاعتقال في المحطة استمر لأربعين يوما، أعقبه الاعتقال يوم ألقيت قنبلة على منزل سليمان المشيني «اتهمنا بأننا وراءها وسجنا في سجن النسوان بسبب امتلاء سجن الرجال، وكان معنا خالد الساكت وعبد الحميد النمر».
في سجني المحطة والسلط «الأكل كان يأتينا بشكل جيد، وفي السلط كانوا يحضرون لنا المناسف والكباب من عند محل راضي العمد».
الملك حسين له في حزب البعث منزلة «كان يعاملنا بمنتهى الود، ولما اعتقلنا في أحداث الخبز العام 1996 في حكومة الكباريتي كنت قد عملت قبلها بأيام عملية قلب مفتوح في المدينة الطبية، حضر الحسين وزار مرضى، وكنت أنا منهم، هنأني بالسلامة، وهو يعرفني بعثيا ومعارضا».
اتُّهم الحمصي بأنه كان ممن دبروا لأحداث الخبز التي اندلعت في الكرك في العام 1996 «اعتقلت كأمين سر للحزب، مع أنني كنت خارجا للتو من عملية قلب مفتوح».
إخراجه من السجن تم بعد لقاء لسياسيين في منزل ذوقان الهنداوي «قبل ان يحضر الأمير حسن اللقاء، قال عبد الرؤوف الروابدة: الحمصي ما بقتل نملة، وخط برقية بيده وجهت للملك حسين بواسطة الأمير حسن، ثم تمّ إطلاق سراحي».
بعد انقسام البعث كلّف الحمصي وفايز المبيضين وإسماعيل محادين وضيف الله مساعدة بإعادة تنظيم حزب البعث أيام أحمد حسن البكر في العراق «وكان امين سر الحزب شاهر أبو شاحوت».
في عهد صدام حسين، تحسنت علاقته بالحزب "كنا نلتقي من خلال مؤتمر القوى الشعبية العربية، الذي أسس في الأردن بدعوى من النقابات. مع عدد من الرفاق من أعضاء القيادة القومية، صدام "كانت توصيته دوما بالحفاظ على الأردن ويشيد بالراحل الحسين، ويؤكد ان قضية الحزب تحرير فلسطين".
يذكر أنه في إحدى زيارات اللجنة الشعبية لدعم العراق برئاسة امين شقير «قابلنا صدام حسين، وعند المغادرة اهدى الأعضاء مسدسات نوع طارق، وبعد خروجنا من مطار عمان قال شقير هل اعلمتم الجمارك ان بحوزتنا مسدسات؟ قلنا: لا، فذهب أحدنا وأبلغ الجمارك التي حاصرتنا حال علمها.. لكن بعد ذلك تدخل الملك حسين وأعيدت المسدسات ورُخِّصت».
لما تأسست منظمة فتح في العام 1964 انضم لها بعثيون، «لكن صدور قرار بعدم السماح للأردنيين بالانضمام لفتح اضطر الرفاق لتشكيل جبهة التحرير العربية، التي استلم قيادتها شاهر أبو شاحوت العبادي التي انتقلت للعمل من العراق».
ولما أعلنت قمة الرباط العام 1974 منظمة التحرير ممثلا شرعيا ووحيدا للشعب الفلسطيني كان في القاهرة في مؤتمر نقابي «اعترضت على ذلك وألقيت خطابا».
الحمصي لم يوقف حياته على السياسة؛ ففي العام 1970 أسس مستودع ادوية عمان، وكان عضوا في نقابة الصيادلة ومن مؤسسيها، وشغل موقع نائب نقيب ثم عضوا بمجلس النقابة ومن ثم نقيبا لدورتين وانتخب ممثلا للنقابة في اتحاد الصيادلة العرب.
مراجعة أفكار البعث قادته مع مجموعة رفاق منهم أمين شقير وحمدي الساكت وراضي الشخشير وأنيس المعشر إلى ولوج عالم الأعمال «شعرنا ان العمل السياسي غير قادر عل تحقيق أهداف البعث وبدأنا بفكرة تأسيس الشركة العربية لصناعة الادوية في الأردن العام 1960 برأس مال 150 الف دينار.. وبيعت الشركة بمائة و16 مليون دينار لشركة أدوية الحكمة.»
في العام 1972 أسس شركة القدس العربي للتأمين برأس مال 160 الف دينار بالتعاون مع امين شقير وراضي الشخشير وخليل المصري ومحمد بدوي عليان وعمر المحيسن وإبراهيم الشيخ وآخرين.
مع ذلك، ظل الرجل مُصرّاً على الحزب، ففي العام 1993 جرت مفاوضات إعادة ترخيص الحزب في الأردن بعد رفض الترخيص، آنذاك رفعت دعوة أمام محكمة العدل العليا من قبل أحمد النجداوي، حصلت تسوية بمبادرة من أحد السياسيين «تمت دعوة للعشاء في منزل المهندس علي السحيمات نائب رئيس حكومة الشريف زيد، وحضر ذوقان الهنداوي وأبو شاكر ومثّل الحزب احمد النجداوي والحمصي، وسأل النجدواي السحيمات ألم تكن بعثيا؟ ألم تعتقل في الخمسينيات؟ أقرّ بذلك وكان واسع الصدر».
بعد لأي، تم الاتفاق على مبدأ ترخيص الحزب وشكلت لجنة برئاسة يوسف المبيضين، وزير العدل، وعضوية سلامة حماد وقيادة الحزب، وبعد مداولات تمت الموافقة على تسمية الحزب بحزب البعث العربي الاشتراكي الأردني، من دون مساس بنظام الحزب الداخلي.
ما تزال صيدليته مفتوحة بالسلط، وهو اليوم رئيس هيئة مديري شركة الشرق الأوسط للتخليص، وأسس شركة ضاحية دبين السياحية لشباب «جلهم من خلفية بعثية».
هوايته السياسة التي ألزمته حزب البعث لستة عقود وما زال ملتزما له، وأحزن أيامه هو يوم السابع من حزيران 1967 «نزلت من السلط لجسر الملك حسين وشاهدت اللاجئين وبكيت بحدة».

## حياته الخاصة
تزوج في العام 1959 من السيدة دلال ديرانية من أصول شامية متدينة «أعمامها إخوان مسلمون وتعرفت إليها من خلال أصدقاء»، وأنجبا عبير ورانيا وربى وفراس ورزان. وله ثمان احفاد: خالد وشادن وألى ورعد وجواد ودلال وتيسير وعلي.